# Communauté de communes des Monts de Lacaune et de la Montagne du Haut Languedoc
La Communauté de Communes du Haut-Languedoc est une communauté de communes française, situées à cheval sur le département de l'Hérault et sur le département du Tarn dans la région Occitanie.

## Histoire
Dans le cadre de la loi NOTRe et depuis le 1er janvier 2017, la communauté de communes Monts de Lacaune et Montagne du Haut Languedoc est née de la fusion de la communauté de communes de la Montagne du Haut Languedoc et de la communauté de communes des Monts de Lacaune. Elle s'appelle désormais Communauté de Communes du Haut-Languedoc depuis 2024.
Le 1er janvier 2019, la commune de Saint-Salvi-de-Carcavès rejoint la Communauté de Communes.

## Composition
La communauté de communes est composée des 20 communes suivantes :

| Nom                     | Code Insee | Gentilé          | Superficie (km2) | Population (dernière pop. légale) | Densité (hab./km2) |
| ----------------------- | ---------- | ---------------- | ---------------- | --------------------------------- | ------------------ |
| Lacaune (siège)         | 81124      | Lacaunais        | 91,36            | 2 469 (2022)                      | 27                 |
| Anglès                  | 81014      | Anglésiens       | 85,62            | 517 (2022)                        | 6                  |
| Barre                   | 81023      | Barrois          | 15,07            | 206 (2022)                        | 14                 |
| Berlats                 | 81028      | Berlajois        | 10,45            | 113 (2022)                        | 11                 |
| Cambon-et-Salvergues    | 34046      | Cambonais        | 50,39            | 51 (2022)                         | 1                  |
| Castanet-le-Haut        | 34055      | Castanetois      | 27,55            | 224 (2022)                        | 8,1                |
| Lacapelle-Escroux       | 81085      | Escrosols        | 10,24            | 40 (2022)                         | 3,9                |
| Espérausses             | 81086      | Espéraussais     | 12,2             | 155 (2022)                        | 13                 |
| Fraisse-sur-Agout       | 34107      | Fraïssignols     | 58,46            | 337 (2022)                        | 5,8                |
| Gijounet                | 81103      | Gijounetins      | 15,13            | 122 (2022)                        | 8,1                |
| Lamontélarié            | 81134      | Monteliots       | 21,58            | 55 (2022)                         | 2,5                |
| Moulin-Mage             | 81188      | Moulin-Mageois   | 15,06            | 304 (2022)                        | 20                 |
| Murat-sur-Vèbre         | 81192      | Muratais         | 93,87            | 851 (2022)                        | 9,1                |
| Nages                   | 81193      | Nageols          | 47,11            | 345 (2022)                        | 7,3                |
| Rosis                   | 34235      |                  | 52,91            | 271 (2022)                        | 5,1                |
| Saint-Salvi-de-Carcavès | 81268      | Saint-Salvigeois | 10,96            | 78 (2022)                         | 7,1                |
| La Salvetat-sur-Agout   | 34293      | Salvetois        | 87,55            | 1 115 (2022)                      | 13                 |
| Senaux                  | 81282      | Senaunais        | 4,73             | 37 (2022)                         | 7,8                |
| Le Soulié               | 34305      | Solariens        | 40,44            | 133 (2022)                        | 3,3                |
| Viane                   | 81314      | Vianais          | 38,37            | 531 (2022)                        | 14                 |